# Duet (Reich)
Pour les articles homonymes, voir Duet.
Duet est une œuvre du compositeur américain Steve Reich écrite en 1993 pour deux violons solistes et un octuor à cordes.

## Historique
La pièce Duet est une commande faite à Steve Reich par Edna Michell et Yehudi Menuhin au début des années 1990. L'œuvre a été créée à l'occasion du Festival de Gstaad en Suisse le 8 août 1995 par Yehudi Menuhin et Edna Michell avec l'Ensemble du Festival de Gstaad.

## Structure
La pièce est composée pour deux violons solistes concertant avec un octuor de quatre altos, trois violoncelles et une contrebasse. Son exécution dure de 5 minutes.